# Políptico de San Emidio
El políptico de San Emidio o políptico de Ascoli Piceno es una pintura al temple y oro sobre tabla de aproximadamente 290 x 280 cm de Carlo Crivelli, fechada en 1473 y conservada en la catedral de San Emidio de Ascoli Piceno, en la capilla del Sacramento. Está firmado en el panel central " OPVS KAROLI CRIVELLI VENETI 1473 ".

## Historia
Excepcionalmente, vista la dispersión general en el mercado anticuario de las obras de Crivelli en Las Marcas, el políptico de Ascoli, encargado por el obispo Prospero Cappellolli, nunca fue retirado de la catedral desde que fue colocado allí en 1473, permaneciendo intactos tanto los paneles como el marco. 
El políptico se ha mantenido en el lugar para el que fue encargado desde sus orígenes, sufriendo muy pocos movimientos. Situado hasta 1896 detrás del altar mayor, enmarcado por la sillería del coro del siglo XV realizada por maestros de Ascoli, fue trasladado a la capilla del Sacramento, primero en la pared izquierda y luego, en 1966, en la parte trasera del muro. Sólo abandonó este lugar entre 1943 y 1945, cuando, junto con otras obras maestras del arte italiano, fue transportada por Pasquale Rotondi primero a la Rocca di Sassocorvaro y luego al Vaticano. Se exhibió en tres exposiciones, en Ancona en 1950, en Venecia en 1961, y en Urbino en 1973. 
No se hace ninguna mención a esta obra, de fundamental importancia en la carrera artística de Crivelli, como ocurre con casi todo su arte, tanto en Vasari como en las más antiguas fuentes historiográficas venecianas. Posteriormente fue subestimado por Cavalcaselle, Rushforth y Testi, aunque Amico Ricci lo había exaltado en 1834. Sólo a partir de mediados del siglo XX críticas más recientes, entre ellas las de Pietro Zampetti, Lionello Venturi y Ronald Lightbown, han destacado su calidad y complejidad, también su integridad y legibilidad, tanto en las superficies pictóricas como en las decoraciones del rico marco gótico de madera dorada. 
La primera restauración documentada data de 1891 y fue realizada por Luigi Bartolucci; en 1915 De Bacci Venuti realizó una segunda intervención en la que, entre otras cosas, se integró la parte superior del marco previamente resecado. El intento de robo de la parte derecha de la predela, ocurrido en 1971, dio lugar a una posterior restauración llevada a cabo por Anna y Martino Oberto en 1973. Entre 2020 y 2021, Rossana Allegri llevó a cabo una intervención de limpieza destinada principalmente a la recuperación y restauración estructural de los marcos, fuertemente infestados de insectos xilófagos, así como a la limpieza de los paneles pictóricos, que sin embargo se encontraban en buen estado de conservación, gracias a la intervención previa. 

## Descripción y estilo

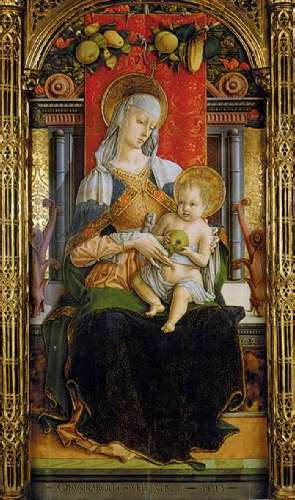
La Virgen y el Niño entronizados.

El políptico tiene tres registros. En el registro central se encuentra una Virgen con el Niño entronizados (136 x 66 cm) y cuatro compartimentos laterales con santos de cuerpo entero: San Pedro, San Juan Bautista, San Emidio y San Pablo (cada uno de 136 x 39 cm). En el registro superior hay una Piedad en el medio (61 x 64 cm) y cuatro santos laterales de medio cuerpo: Santa Catalina de Alejandría, San Jerónimo, San Jorge y Santa Úrsula (cada uno de 65 x 41 cm). En la parte inferior, la predela simula una logia con arcos donde se asoman Cristo bendiciendo y diez apóstoles (en total 27 x 280 cm).

### La Virgen y el Niño
La Virgen con el Niño está sentada en un suntuoso trono de mármol, de gusto clásico y decorado arriba con una guirnalda colgando de flores y frutas derivadas de modelos paduanos. Como es habitual, un paño finamente bordado, en este caso dorado sobre fondo rojo, cuelga a lo largo del respaldo del trono, destacando el grupo central de la Virgen con su Hijo. Se la presenta en una elegante pose de contrapposto con su hijo: uno inclinado hacia la izquierda y el otro hacia la derecha. Su fisonomía es ahusada, empezando por el cuello largo, la nariz recta, los dedos muy finos y elegantemente colocados mientras tiran de la faja del bebé. 
El atuendo es muy rico, con un vestido dorado y una amplia capa azul oscuro con el forro verde bordada en los bordes con oro y perlas, con las joyas en relieve, cintas y dos velos, uno transparente, el otro blanco con flecos. El panel está realizado con cuidado, sin esquematismos, con una fuerte iluminación que abstrae las formas, haciéndolas aparecer escultóricas y atrapadas en un ambiente vacío, desprovisto de atmósfera. 
La tez del Niño es suave, mientras sostiene una gran manzana en sus manos, en alusión al pecado original que lavará con su futuro sacrificio. En el escalón del suelo está la firma del artista y la fecha, simulando estar tallados en el mármol. 

### Los santos del orden central

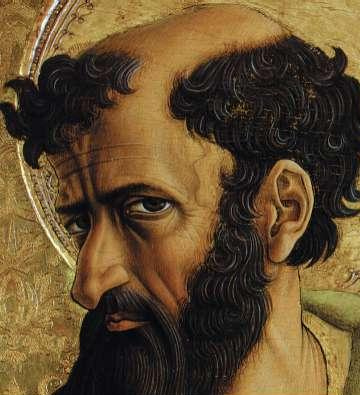
San Pablo, detalle.

Los santos laterales, aunque cada uno encerrado en su propio compartimento, dialogan indirectamente entre sí, cruzando poses y miradas para evitar repeticiones. En el lugar destacado, a la derecha de la Virgen, está el patrón de la catedral destino del retablo, el obispo San Emidio, joven y con la mirada vuelta hacia el espectador, sosteniendo el báculo pastoral y un libro con cubierta de terciopelo brocado y luciendo la mitra, guantes enjoyados y sobre todo una capa pluvial con el bordado de los doce apóstoles en el borde, un auténtico cuadro dentro de un cuadro. En su figura, el artista no escatimó en la decoración, incluidos los efectos en relieve, sin olvidar, no obstante, una fuerte connotación natural y expresiva del rostro, que aparece más como un retrato real que como un tipo genérico. 
San Pedro, a la izquierda, aparece como un anciano inclinado leyendo un libro, con pesadas llaves colgando de su muñeca y su túnica realzada por un extraordinario tejido dorado. La representación de Juan el Bautista, en cambio, parece deliberadamente austera, idealmente ambientada en el desierto como lo demuestran los diferentes escalones de tierra árida y los árboles secos que aparecen detrás de él, en lugar del piso dorado del resto. Su misma figura está demacrada y una mano más demacrada que nunca, en la que se distinguen uno a uno tendones y venas, señala el tradicional rollo con la inscripción "ecce Agnus Dei", sostenido con la izquierda que sujeta también la cruz hecha de caña. 
Finalmente, a la derecha, San Pablo es reconocible por el atributo de la gran espada, que sostiene apuntando al suelo, mientras que en la otra mano mantiene un libro abierto, vuelto hacia el espectador, en el que se pueden leer algunas palabras. Su cara de tres cuartos es particularmente expresiva y, una vez más, fuertemente caracterizada por su personalidad, con una nariz grande, una frente espaciosa y ojos vigilantes que miran de reojo al espectador. Su pie, como el de los otros santos, pero más acentuado, va más allá del espacio del paso, proyectándose hacia el espectador: efecto ilusorio ya utilizado por Mantegna y que Crivelli también plasmó en otras obras posteriores. 

### LaPiedady el registro superior

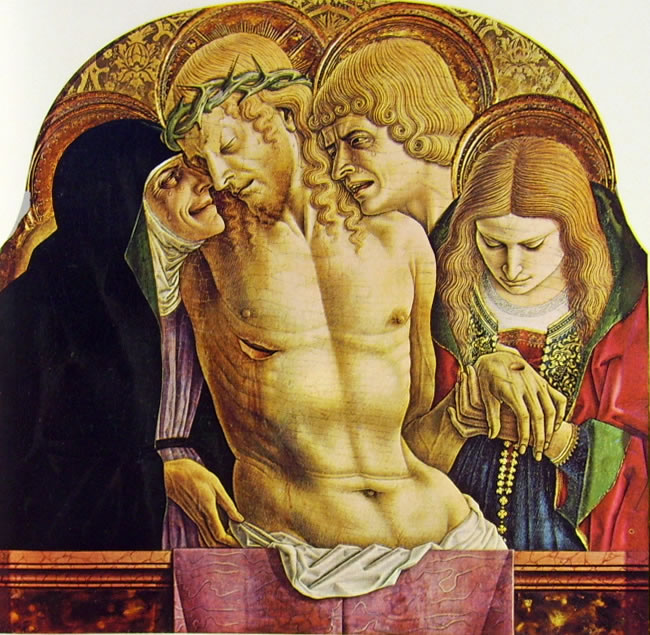
La Piedad.

La Piedad de Ascoli Piceno marca un avance notable del tema, tan frecuente en el arte de Crivelli, en términos de cohesión compositiva y dramatismo. Inspirándose en Donatello y quizás en la composición de La Piedad de Giovanni Bellini, Crivelli cerró las figuras alrededor del cadáver de Cristo, acercando más que nunca los rostros, para crear una fuerte tensión sentimental. De hecho, la anciana María empuja su rostro de perfil con los ojos enrojecidos de tanto llorar hasta que entra en contacto con el de su hijo y tiene el eco, del otro lado, del apóstol Juan apoyándose en el cuello. Sus expresiones de llanto se encuentran entre las más convincentes del arte italiano del siglo XV. 
Más impasible está María Magdalena, que, cogida la mano de Cristo, como para asomarse a la profunda herida del clavo, baja la cabeza hacia delante mostrando la raya del cabello. Como en la Piedad de Montefiore dell'Aso, los efectos dramáticos se ven acentuados por el crudo realismo del torso desnudo de Cristo: desde la profundidad de las heridas, hasta los pelos de los pezones, desde las afiladas espinas que perforan la frente hasta el cuerpo fláccido de mortal palidez. 
Para los santos del registro superior, de medio cuerpo, se aplican las mismas consideraciones que para los de abajo. Cuando Catalina levanta la mirada hacia el cielo, el anciano Jerónimo en atuendo de cardenal se hace eco de ella y, en cambio, la baja para mirar la maqueta de la iglesia que tiene en la mano. La apariencia principesca de San Jorge, joven caballero muy elegante, de rostro puntiagudo, con un gorro rojo elegantemente bajado hacia la frente y la cruz con el dragón prendida al pecho a modo de honor, se equipara con la regia apariencia de Santa Úrsula, en cuyo perfil ideal parece aflorar el de los retratos florentinos de Pollaiuolo. 

### Predela

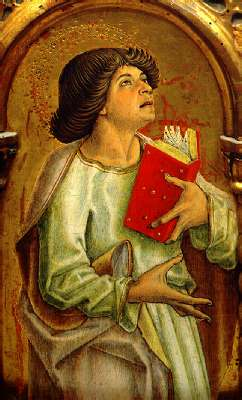
Apóstol joven de la predela.

El Cristo bendiciendo en el centro del estrado está en la posición de Salvator Mundi con el globo en la mano. Como en el del políptico de 1472, Jesús desvía ligeramente la mirada, evitando una fijeza demasiado hierática. En los apóstoles de los lados se nota un derroche de variedad de expresiones y gestos, que en algunos casos llegan a ser grotescos, y que conviene leer por parejas. A ambos lados de Cristo, Pedro y Pablo parecen disertar sobre el tema del libro que Pablo está leyendo, levantando la mano libre y el dedo índice, mientras Pedro, a su vez, le hace eco con el gesto y la mirada en actitud de hablar. 
En el extremo izquierdo, el hermoso joven apóstol del cabello negro cortado en casquete parece presa de una furia inspirada por la lectura del libro con la cubierta roja que sostiene con un enérgico gesto de la mano; a su lado, San Mateo lo ignora, en cambio absorto en la lectura del libro que tiene abierto delante, con la cabeza gacha hasta mostrar la calva, completamente aislado de quienes lo rodean. 
Andrés y Santiago parecen discutir tan animadamente que Andrés aparece amenazador con el puño en alto y Santiago desdeñoso, sonriendo y apretando el libro sobre el pecho como para protegerse. En el otro lado aparece la expresión exagerada del otro santo con bastón, quizás Santiago el Menor, que levanta una mano e inclina la cabeza como suplicando, quizás temeroso del cuchillo que blande San Bartolomé a su izquierda; este último tiene un rostro amenazadoramente distanciado, con una nariz aguileña, resaltada por la pose de perfil, y la boca abierta en una mueca. 
Parece muy original la pose del apóstol joven desenrollando un papiro, quizás San Juan, retratado de espaldas en profil perdu; a su lado otro apóstol con libro dispone de manera complementaria su cabeza y su busto. 

## Nota
1. 1 2 3 4 5 6 7 8 9 10 11 12 13 14 15 16 17 18  Zampetti, cit.